# آخرین باری که دیدمت
«آخرین باری که دیدمت» (به انگلیسی: Last Time I Saw You) ترانه‌ای از رپر آمریکایی نیکی میناژ می‌باشد که در پنجمین آلبوم استودیویی وی تحت عنوان جمعهٔ صورتی ۲ (۲۰۲۳) قرار دارد. این قطعه در ۱ سپتامبر سال ۲۰۲۳ از سپی ریپابلیک رکوردز به‌عنوان سومین تک‌آهنگ از این آلبوم منتشر گردید.

## فهرست ترانه‌ها
- استریم/دانلود دیجیتال[۲]

1. «آخرین باری که دیدمت» – ۳:۳۶

- استریم/دانلود دیجیتال – سریع شده[۳]

1. «آخرین باری که دیدمت» (سریع شده) – ۳:۰۰
2. «آخرین باری که دیدمت» – ۳:۳۶